# Lijst van rijksmonumenten in Twijzel
De plaats Twijzel (Twizel) telt 12 inschrijvingen in het rijksmonumentenregister. Hieronder een overzicht. 
| Object | Oorspronkelijke functie? | Bouwjaar                                                               | Architect          | Locatie           | Coördinaten?                 | Nr.?   | Afbeelding                                                   |
| --- | ------------------------ | ---------------------------------------------------------------------- | ------------------ | ----------------- | ---------------------------- | ------ | ------------------------------------------------------------ |
| Sint-Petruskerk (Hervormde kerk)                                                                                | Kerk en kerkonderdeel    | begin 13e eeuw (toren) 1692 (herb.) 1787 (zadeldak toren) 1981 (rest.) |                    | Tsjerkebuorren 15 | 53° 14' 23" NB, 6° 6' 13" OL | 7054   | Meer afbeeldingen                                            |
| Hervormde kerk, pastorie                                                                                        | Kerkelijke dienstwoning  | 1745                                                                   |                    | Tsjerkebuorren 24 | 53° 14' 21" NB, 6° 6' 15" OL | 7055   | Meer afbeeldingen                                            |
| Kop-hals-rompboerderij met topgevels met zesruitsvensters, lijsten met boeiborden en topschoorstenen met borden | Boerderij                | 1846                                                                   |                    | Wedzebuorren 23   | 53° 14' 9" NB, 6° 5' 38" OL  | 7057   | Meer afbeeldingen                                            |
| Kop-hals-rompboerderij met topgevels met zesruitsvensters, lijsten met boeiborden en topschoorstenen met borden | Boerderij                | ca. 1850                                                               |                    | Wedzebuorren 25   | 53° 14' 10" NB, 6° 5' 40" OL | 7058   | Meer afbeeldingen                                            |
| Kop-hals-rompboerderij topgevel met vlechtingen, topschoorstenen met borden en met riet gedekste schuur         | Boerderij                | 1818                                                                   |                    | Wedzebuorren 27   | 53° 14' 11" NB, 6° 5' 41" OL | 7059   | Meer afbeeldingen                                            |
| Dwarshuisboerderij in eclectische stijl                                                                         | Boerderij                | 1905                                                                   |                    | Optwizel 34       | 53° 13' 57" NB, 6° 5' 26" OL | 502043 | Dwarshuisboerderij 1 Dwarshuisboerderij in eclectische stijl |
| Dwarshuisboerderij, stookhok                                                                                    | Boerderij                | 1905                                                                   |                    | bij Optwizel 34   | 53° 13' 57" NB, 6° 5' 26" OL | 502049 | Dwarshuisboerderij 1 Dwarshuisboerderij, stookhok            |
| Dwarshuisboerderij, bijschuur                                                                                   | Boerderij                | 1905                                                                   |                    | bij Optwizel 34   | 53° 13' 57" NB, 6° 5' 26" OL | 502055 | Dwarshuisboerderij 1 Dwarshuisboerderij, bijschuur           |
| Dwarshuisboerderij in eclectische stijl                                                                         | Boerderij                | 1898                                                                   |                    | Optwizel 96       | 53° 13' 41" NB, 6° 5' 7" OL  | 502064 | Dwarshuisboerderij 2 Dwarshuisboerderij in eclectische stijl |
| Dwarshuisboerderij, stookhok                                                                                    | Boerderij                | 1898                                                                   |                    | bij Optwizel 96   | 53° 13' 41" NB, 6° 5' 7" OL  | 502071 | Dwarshuisboerderij 2 Dwarshuisboerderij, stookhok            |
| Simke Kloostermanhûs                                                                                            | Woonhuis                 | ca. 1860 1969 (verb.) 1989 (verb.)                                     |                    | Tsjerkebuorren 27 | 53° 14' 32" NB, 6° 6' 24" OL | 502238 | Simke Kloostermanhûs                                         |
| Woonhuis in eclectische stijl                                                                                   | Woonhuis                 | ca. 1910 1984 (verb.)                                                  | verm. J.C. Velding | Tsjerkebuorren 44 | 53° 14' 34" NB, 6° 6' 30" OL | 502245 | Woonhuis in eclectische stijl                                |